# Bell Aircraft
La Bell Aircraft Corporation va ser un fabricant d'avions estatunidenc, que va construir diversos tipus d'avions de caça per la Segona Guerra Mundial sent sobretot conegut pel Bell X-1, la primera aeronau supersònica, i pel desenvolupament i producció de gran quantitat d'helicòpters civils i militars. Bell també va desenvolupar el Sistema de Control de Reacció per la nau espacial Mercury, North American X-15, i el Bell Rocket Belt. L'empresa va ser adquirida l'any 1960 per Textron, i avui existeix com Bell Helicopter.

## Història
A la seva adolescència, Larry Bell va veure el seu primer avió a un espectacle aeri, començant una fascinació amb l'aviació que li duraria tota la vida. Bell va deixar l'institut en 1912 per unir-se amb el seu germà a la emergent indústria a Glenn L. Martin Company, on als voltants de 1914 ja havia arribat a ser superintendent de botiga. En 1920 Bell ja era vicepresident i director general de Martin, en aquell moment amb base a Cleveland, Ohio. Sentint que mereixia part de la propietat, a finals de 1924 va presentar un ultimàtum a Martin que va ser rebutjat i Bell va abandonar l'empresa.
Bell va passar alguns anys fora de la indústria de l'aviació, però en 1928 va ser contractat per Reuben H. Fleet a Consolidated Aircraft, a Buffalo, Nova York on li va ser garantit l'interès de la companyia. Poc després, Bell va esdevenir director general i el negoci era en plena expansió, però encara desitjava tenir la seva pròpia empresa. Tot i que tingues capacitat per aconseguir capital, sabia que no podia competir amb Consolidated o Curtiss-Wright, els dos constructors més importants d'aeronaus, també amb base a Buffalo. Afortunadament, el 1935 Fleet va decidir traslladar Consolidated Aircraft a San Diego, i Bell va poder establir la seva empresa, la Bell Aircraft Company, el 10 de juliol de 1935, posant les seves oficines principals a l'antiga planta de Consolidated al 2050 d'Elmwood Avenue a Buffalo.
Bell va ser el tercer productor d'aeronaus en ocupar aquell lloc. La fàbrica havia estat construïda originalment el 1916 per a Curtiss Aeroplane & Motor Company, que durant la Primera Guerra mundial havia estat considerada la fàbrica de construcció d'aeronaus més gran del món.
El primer contracte militar de Bell va ser el 1937 amb el desenvolupament del maleït disseny del YFM-1 Airacuda, un bombarder-destructor poc convencional motoritzat amb dos hèlix de propulsió Allison. El YFM-1 incorporava tecnologia pionera pel seu temps, amb un sistema giro-estabilitzat per apuntar i un sistema de control de foc termoiònic. Incloent-hi el prototipus, només es van construir 13 unitats d'Airacudas, i van tenir un servei limitat amb l'USAAC abans de ser desestimades l'any 1942.

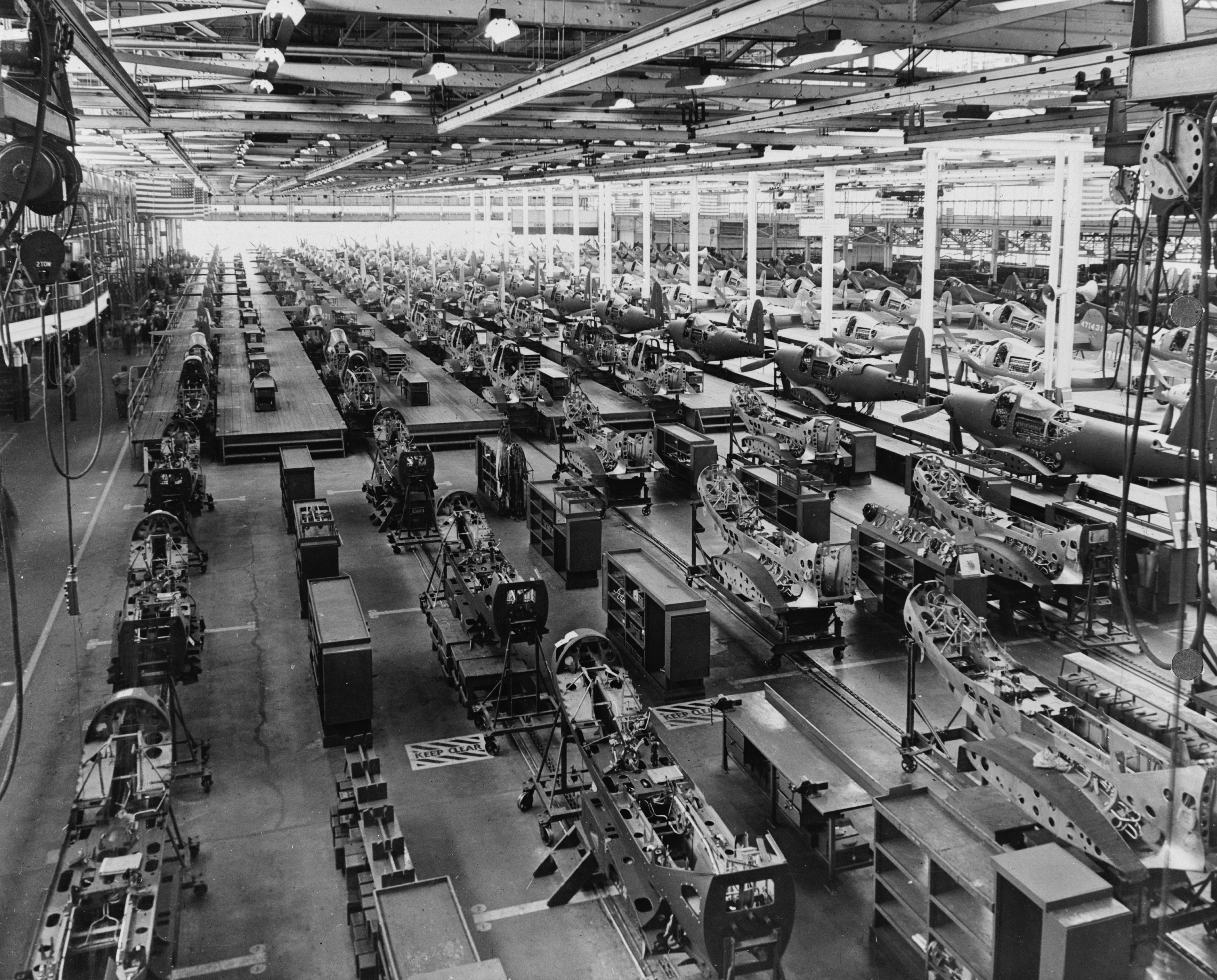
La fàbrica principal de Bell Aircraft Corporation, a Wheatfield, NY (Buffalo) durant els anys 40. Aquesta unitat principalment va produir el Bell P-39 Airacobra i P-63 Kingcobra.

Bell va tenir un gran èxit l'any següent amb el desenvolupament del monomotor P-39 Airacobra, del que es van construir 9.588 unitats. Aprofitant la seva experiència anterior amb els motors Allison, el P-39 va col·locar el motor en el centre de l'aeronau, amb l'hèlice conduïda per un fust llarg a través del qual també es muntava el canó de 37mm, disparant a través de l'hèlice. A causa de persistents problemes de producció i desenvolupament, l'original turbosupercarregador va ser eliminat dels models de producció, sent substituït per un supercarregador d'una sola etapa i velocitat.
El desenvolupament d'helicòpters va començar a Bell Aircraft el 1941 amb el Model Bell 30, que va fer el seu primer vol l'any 1943. Bell Helicopter esdevenia l'única part de Bell Aircraft que encara produïa aeronaus quan va ser comprada per Textron Corporation, passant a ser coneguda com a Bell Helicopter. Després d'una sèrie de dissenys reeixits d'helicòpter, l'UH-1 Iroquois va esdevenir l'helicòpter més famós de la Guerra del Vietnam, i Bell Helicopter encara avui dissenya i produeix helicòpters.
Lawrence Bell va morir el 1956, i va estar en problemes financers durant bastants anys després de la seva mort.

## Llista de productes

### Aeronaus d'ala fixa
- Bell model 1 – Bell YFM-1 Airacuda
- Bell model 5 – Bell XFL Airabonita
- Bell model 12 – Bell YP-39 Airacobra[2]
- Bell model 13 – Bell P-39C/P-45/Airacobra jo/P-39D-SER
- Bell model 14 – Bell Airacobra IA[2]
- Bell model 14A – Bell P-39D Airacobra[2]
- Bell model 15B – Bell P-39F/P-39J Airacobra
- Bell model 16 – Bell XP-52 & XP-59 (projecte de caça de propulsió)
- Bell model 23 – Bell XP-39E Airacobra/Bell XP-76
- Bell model 25 – Bell P-63 Kingcobra
- Bell model 26 – Bell P-39G Airacobra[2]
- Bell model 26A – Bell P-39K Airacobra[2]
- Bell model 26C – Bell P-39L Airacobra[2]
- Bell model 26D – Bell P-39M Airacobra[2]
- Bell model 26N – Bell P-39N Airacobra[2]
- Bell model 26Q – Bell P-39Q Airacobra[2]
- Bell model 27 – Bell P-59 Airacomet
- Bell model 35 – Bell XP-77
- Bell model 39 – Bell L-39 (ala escombrada P-63)
- Bell model 40 – Bell XP-83
- Bell model 44 – Bell X-1[3]
- Bell model 52 – Bell X-2[3]
- Bell model 60 – Bell X-5[3]
- Bell model 67 – Bell X-16[3]
- Bell model 68 – Bell X-14[3]
- Bell model 188 – Bell D-188A (model únic)
- Bell model 2127/2424 – Bell X-22
- Consolidated B-24 Lliberator (sota subcontracte)
- Boeing B-29 Superfortress (sota subcontracte)

### Aeronaus deVTOL
- Bell Model 65 Vehicle per banc de proves
- Bell Pogo
- Cinturó de Coet del Bell
- Sistemes d'Escapada lunar
- Vehicle de Recerca d'Aterratge lunar

### Míssils
- AAM-N-5 Meteor
- ASM-Un-1 Tarzon
- GAM-63 BERGANT
- Nord CT.41/Bell PQM-56 objectiu aeri
- Bell X-9 Shrike

### Aerolliscador
- LACV-30 aerolliscador militar